# Пария (залив)
Пария (на испански: Golfo de Paria) е залив в най-югоизточната част на Карибско море, край бреговете на Венецуела и Тринидад и Тобаго. Дължината му от запад на изток е 145 km, ширината от север на юг – 70 km, а площта – 7800 km². На север се затваря от полуостров Пария, а на изток – от остров Тринидад. На север протокът Бокас дел Драгон (Устата на дракона, между полуостров Пария и остров Тринидад) го свързва с Карибско море, а на югоизток протокът Бока де ла Серпе (Устата на змията, между остров Тринидад и континента) – с Атлантическия океан. Бреговете му са предимно ниски, плоски, на юг и югозапад заблатени и заети от мангрови гори. От юг в него се влива най-големият ръкав Манамо от делтата на река Ориноко. Максималната му дълбочина е 22 m. През двата протока преминават силни (над 3,5 km/h) приливни течения. На североизточния му бряг е разположена столицата на Тринидад и Тобаго – град Порт ъф Спейн, на източния – град Сан Фернандо (в Тринидад и Тобаго), а на южния – град Педерналес (във Венецуела).
Бреговете на залива Пария са открити от 1 до 12 август 1498 г. от великия испански мореплавател Христофор Колумб по време на третата му експедиция.